# Maßlau

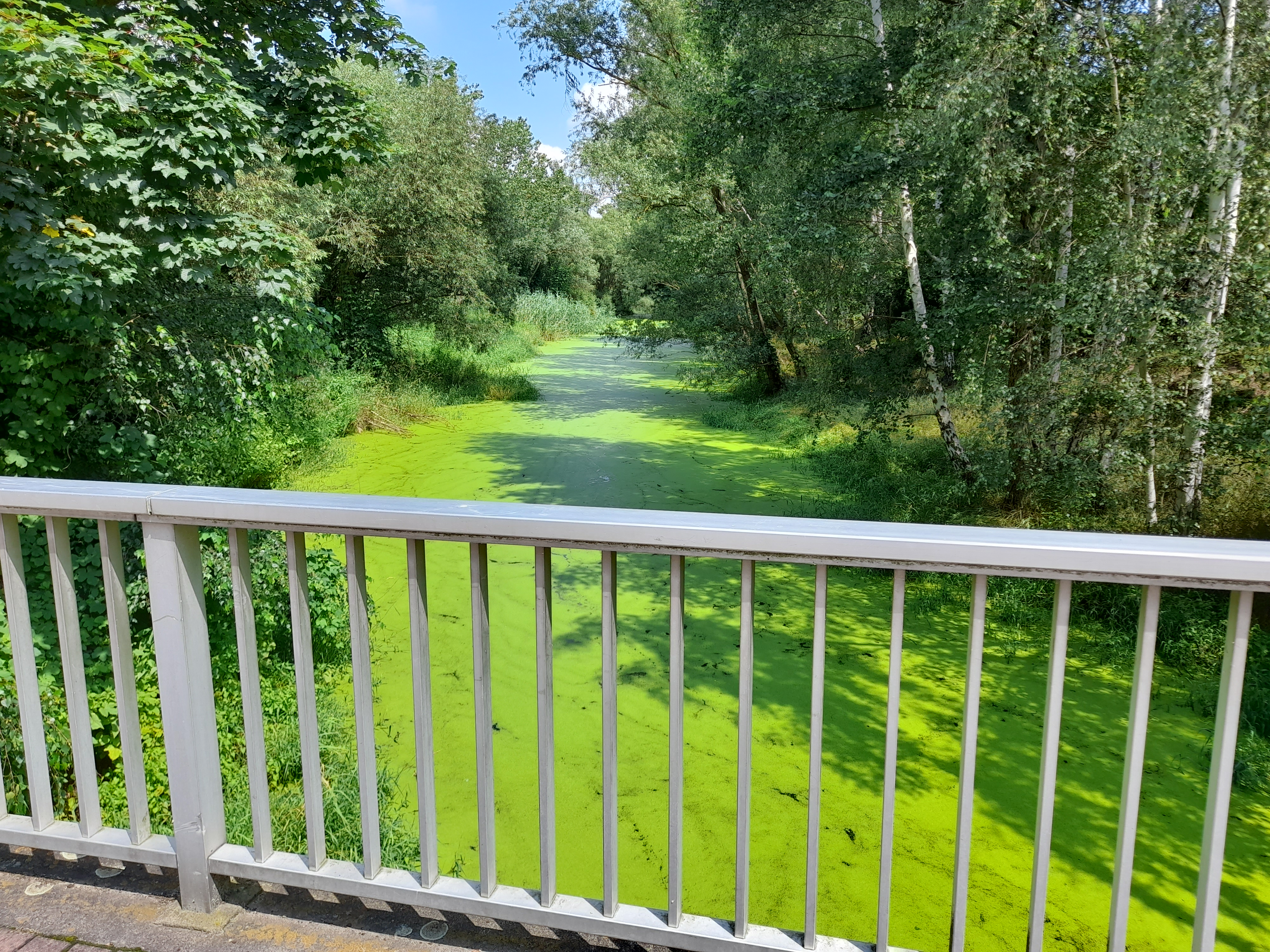
Luppebrücke bei Maßlau

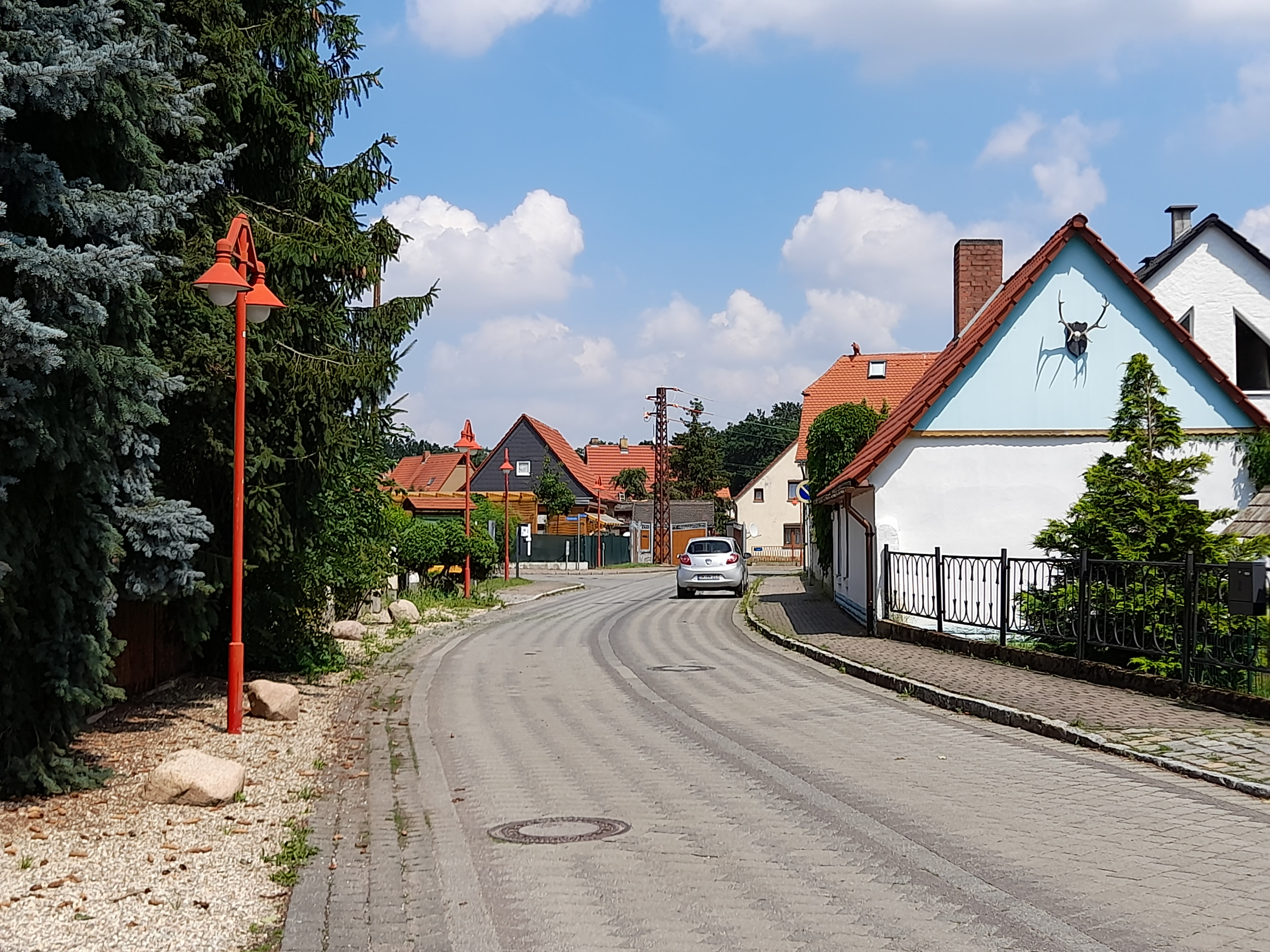
Straße Zu den Teichen in Maßlau

Maßlau ist ein Dorf in der Ortschaft Horburg-Maßlau, die zur Stadt Leuna in Sachsen-Anhalt gehört.

## Geographie
Im äußersten Nordosten Leunas liegend, ist Maßlau zugleich der östlichste Ort der Stadt. Knapp 500 Meter östlich der Ortslage verläuft in Nord-Süd-Richtung die Bundesautobahn 9 durch die Gemarkung. Die nächste Anschlussstelle Nr. 17 Leipzig-West liegt etwa vier Kilometer südlich von Maßlau.
Am südöstlichen Rand der Ortslage fließt die Luppe, die kurz zuvor im Ortsteil Kleinliebenau der angrenzenden sächsischen Stadt Schkeuditz von der Neuen Luppe abzweigt, in Richtung Horburg. Die Neue Luppe wiederum mündet nördlich von Maßlau in die westwärts fließende Weiße Elster. Westlich von Maßlau fließen die Luppe und ihr Zufluss Augraben durch den als Naturschutzgebiet ausgewiesenen Auwald.

## Geschichte
Maßlau gehörte wie Horburg bis 1815 zum hochstift-merseburgischen Amt Schkeuditz, das seit 1561 unter kursächsischer Hoheit stand und zwischen 1656/57 und 1738 zum Sekundogenitur-Fürstentum Sachsen-Merseburg gehörte. Im ausgehenden 18. Jahrhundert zog die jungverheiratete, spätere Schriftstellerin Christiane Sophie Ludwig (1764–1815) nach Maßlau auf den Hof ihrer Schwiegereltern. Sie lebte recht abgeschieden, sodass sie, um sich zu beschäftigen, im Selbststudium das Schreiben erlernte. Ihr Wohnort erlangte durch die später als Schriftstellerin tätige Ludwig um die Jahrhundertwende in intellektuellen Kreisen eine gewisse Bekanntheit.
Durch die Beschlüsse des Wiener Kongresses wurden Horburg und Maßlau mit dem Westteil des Amts Schkeuditz im Jahr 1815 an Preußen abgetreten. Bei der politischen Neuordnung Preußens wurden sie 1816 dem Kreis Merseburg im Regierungsbezirk Merseburg der Provinz Sachsen zugeteilt, zu dem sie bis 1952 gehörten. Am 1. Juli 1950 wurde Maßlau nach Horburg eingemeindet. Bei der Kreisreform in der DDR wurde Horburg mit Maßlau im Jahr 1952 dem Kreis Merseburg im Bezirk Halle zugeteilt, der 1994 im Landkreis Merseburg-Querfurt und 2007 zum Saalekreis kam.
Am 1. Oktober erfolgte die Eingemeindung von Horburg und Maßlau nach Kötschlitz. In der Wendezeit erfolgte am 6. Mai 1990 die Ausgemeindung der beiden Orte als neue Gemeinde Horburg-Maßlau. Zum 31. Dezember 2009 erfolgte die Eingemeindung nach Leuna.
Maßlau ist heute, trotz der Nähe zur Autobahn, ein idyllischer Wohnort.